# Gunung Leugon
Gunung Leugon är en kulle i Indonesien.   Den ligger i provinsen Aceh, i den västra delen av landet, 1 600 km nordväst om huvudstaden Jakarta. Toppen på Gunung Leugon är 244 meter över havet, eller 143 meter över den omgivande terrängen. Bredden vid basen är 2,8 km.
Terrängen runt Gunung Leugon är varierad.Runt Gunung Leugon är det glesbefolkat, med 9 invånare per kvadratkilometer. I omgivningarna runt Gunung Leugon växer i huvudsak städsegrön lövskog.